# 福田弘 (重量挙げ選手)

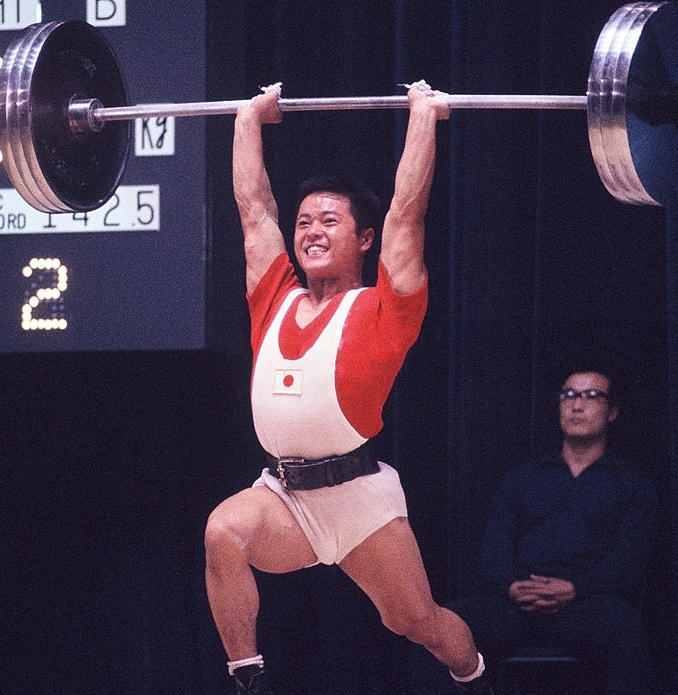
福田 弘, 1964

福田 弘（ふくだ ひろし、 1942年5月27日 - ）は、日本の重量挙げ選手。

## 経歴
中学時代から重量挙げで活躍していたものの、入学した高校にはウェイトリフティング部がなかった。一時は目標を失って不良となったが教師に諭され、個人で出場した大会で優勝するなどして、部の設立が決まった。高校総体では3連覇を果たし、明治大学への推薦が決まった。2009年1月15日に放送されたテレビ番組『徳光和夫の感動再会"逢いたい"』では、ウェイトリフティング部創設に手を貸したり、学校に来るよう促した恩師と再会している。
明治大学在学中の1962年にはジャカルタでのアジア競技大会の重量挙げ競技に出場。1963年のウエイトリフティング世界選手権ストックホルム大会では銀メダルを獲得した。1964年には東京オリンピックフェザー級代表となったが、メダル獲得には一歩届かず4位に終わっている。このとき、フェザー級金メダルを獲得したのは法政大学の三宅義信であった。1984年のロサンゼルスオリンピックではヘッドコーチとして選手団に同行し、監督の三宅を補佐している。
大学卒業後はサプリメント販売会社に就職。2003年に退職し、2009年10月まで東京都の渋谷区幡ヶ谷で納豆丼や納豆定食などを提供する大衆食堂「ねばり屋」を経営していた。